# Dunun

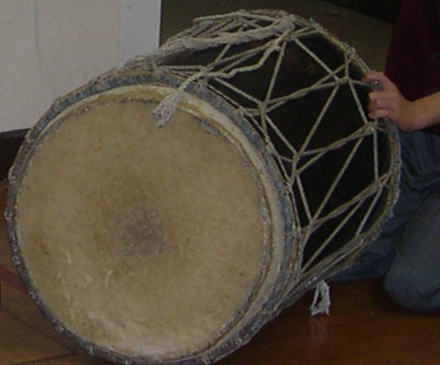
Dundunba aus Gambia

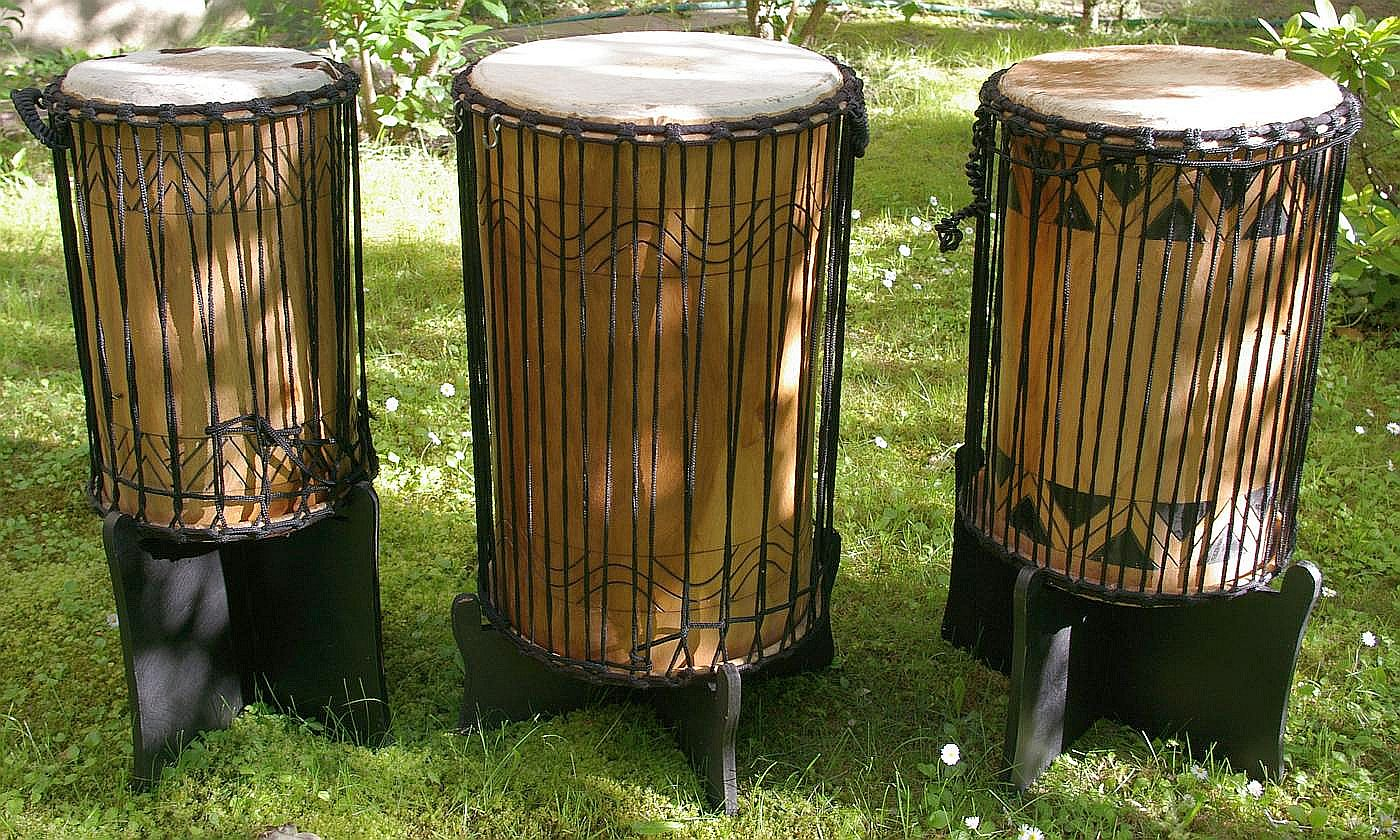
Satz dreier Basstrommeln im Djembè-Ensemble: v. l. n. r. kenkeni, dundunba und sangban.

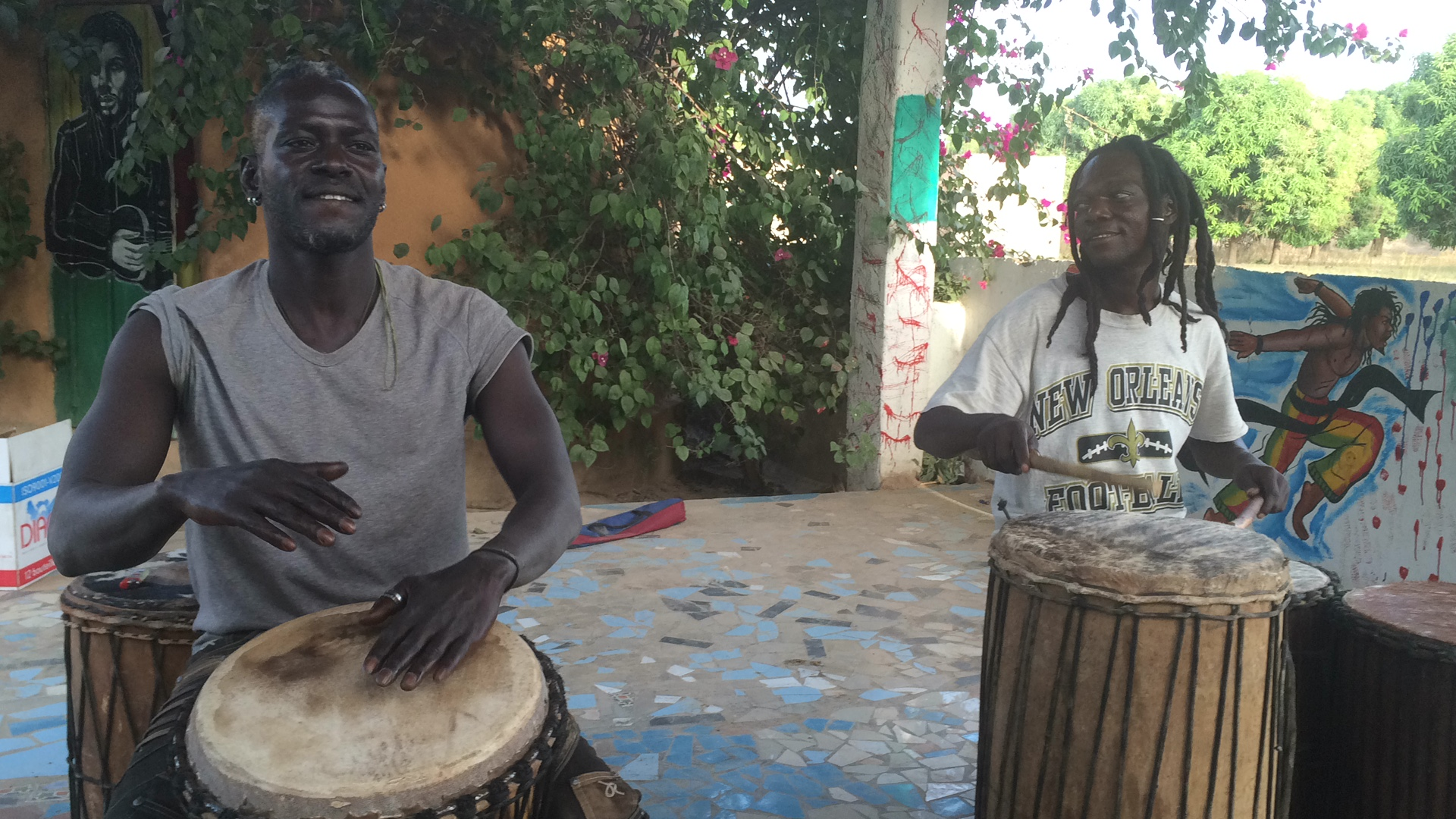
Ensemble mit dunun und djembé

Dunun, auch dundun, djoundjoung, ngangan oder konkonin sind zweifellige Zylindertrommeln bei mandingsprechenden Ethnien in der westafrikanischen Sahel- und Sudanregion, zu der die Länder Senegal, Gambia, Guinea, Elfenbeinküste und Burkina Faso gehören. In den Mandingsprachen kann auch jedwede Trommel als dunun bezeichnet werden.
Durch die weit verbreiteten Djembé-Ensembles, benannt nach der Bechertrommel djembé, ist ein Satz von drei unterschiedlich gestimmten dunun-Basstrommeln besonders bekannt: die große dun(d)unba, die mittelgroße  sangba und die kleine kenkeni(n) oder kensedenin.

## Bauform
Durch unterschiedliche Baugrößen werden verschiedene Tonlagen erreicht. Im Djembé-Ensemble bilden drei unterschiedlich gestimmte Dununs eine Einheit.
- Die tiefste Stimmung hat die dundunba. Typische Maße sind 60–70 cm Länge und 40–50 cm Durchmesser. Ba heißt groß auf Maninka, so dass dundunba wörtlich übersetzt große Dundun bedeutet.
- Die sangban oder sanban steht für die Mitteltonlage. Typische Maße sind 50–60 cm Länge und 30–40 cm (12–16 in) Durchmesser.
- Die kenkeni(n) ist die am höchsten gestimmte Basstrommel. Typische Maße sind 45–50 cm Länge und 25–35 cm (10–14 in) Durchmesser.

Oft ist in traditionellen Trommeleensembles an der mittleren eine schmiedeeiserne Glocke namens kenken befestigt, in moderneren Ensembles auch an allen drei Basstrommeln. Wie die djembé werden auch die dundun aus einem Holzstamm gefertigt, haben aber – anders als die djembé – einen durchgehend zylindrischen Querschnitt, den auf beiden Seiten ein etwas dickeres, durch ein spezielles Schnursystem gespanntes ungegerbtes Kuh-, Kalb- oder Ziegenfell abschließt.

## Spielweise
Dundun werden mit Stöcken gespielt. In der traditionellen Technik wird die liegende Trommel mit einer darauf montierten Eisenglocke (kenken) von einem einzelnen Trommler gespielt. Durch das Zusammenspiel mehrerer Spieler entsteht eine Melodie. Im sogenannten ballet style spielt ein Trommler ein Set aus drei stehenden dundun.
Dundun und sangban können dabei auch solistisch aktiv werden, wobei letztere oftmals eine Führungsfunktion übernimmt und zum Beispiel – ähnlich wie die Solo-djembé – Signale für den Wechsel der Tanzfiguren gibt.
Bei manchen Tänzen schließlich symbolisieren die hohe kenkeni und die mittlere sangban die weiblichen und die tiefe dundun die männlichen Tanzfiguren. Kombiniert mit unterschiedlichen Bassfiguren der dundun erhalten ein und dieselben Grundrhythmen der djembé dabei nicht selten sogar verschiedene Namen, denen entsprechend sie dann auch zu verschiedenen Anlässen gespielt werden.
Klassische dunun-Rhythmen der westafrikanischen Mandinka-Kultur heißen Dunungbe, Takosaba, Bandon Djeli, Taama, Gberedu, Kurabadon, Konowulen, Bolokonondo und Demussoni Kelen.